# Gazdálkodó szervezet
A gazdálkodó szervezet a gazdasági szervezetek gyűjtőfogalma a magyar polgári jogban. Korábban e fogalom meghatározását a polgári törvénykönyvről szóló 1959. évi IV. törvény 685. § c) pontja tartalmazta. A törvényi meghatározást nem a hatályos polgári törvénykönyv (2013. évi V. törvény) tartalmazza, hanem a polgári perrendtartásról szóló 2016. évi CXXX. törvény. 
Ugyanakkor továbbra is hatályban van a csődtörvény 2011-es módosításával létrehozott stratégiailag kiemelkedő jelentőségű gazdálkodó szervezet fogalma.

## Meghatározása

### Hatályos szabályozás a polgári perrendtartásban
A gazdálkodó szervezet hatályos fogalmát a magyar jogban a polgári perrendtartás tartalmazza.
A 2020. június 23-án megjelent Magyar Közlönyben kihirdették a fogyasztóvédelemről szóló (Fgytv.) 1997. évi CLV. törvény módosításáról szóló 2020. évi LXVII. törvényt.
A törvény értelmező részébe bekerült a gazdálkodó szervezet alábbi meghatározása:
z) gazdálkodó szervezet: a polgári perrendtartásról szóló 2016. évi CXXX. törvény (Pp.) 7. § (1) bekezdés 6. pontjában meghatározott szervezet, ide nem értve azt a szervezetet, amelyet a pénzügyi közvetítőrendszer felügyeletével kapcsolatos feladatkörében eljáró Magyar Nemzeti Bank felügyel.”
Az ide tartozó szervezetek köre a következő :
gazdálkodó szervezet:
- a gazdasági társaság,
- az európai részvénytársaság,
- az egyesülés, az európai gazdasági egyesülés,
- az európai területi társulás,
- a szövetkezet,
- a lakásszövetkezet,
- az európai szövetkezet,
- a vízgazdálkodási társulat,
- az erdőbirtokossági társulat,
- a külföldi székhelyű vállalat magyarországi fióktelepe,
- az állami vállalat, az egyéb állami gazdálkodó szerv, az egyes jogi személyek vállalata,
- a közös vállalat,
- a végrehajtói iroda,
- a közjegyzői iroda,
- az ügyvédi iroda,
- a szabadalmi ügyvivői iroda,
- az önkéntes kölcsönös biztosító pénztár,
- a magánnyugdíjpénztár,
- az egyéni cég, továbbá
- az egyéni vállalkozó,
- emellett gazdálkodó tevékenységével összefüggő polgári jogi kapcsolataiban:
- az állam,
- a helyi önkormányzat,
- a költségvetési szerv,
- jogszabály alapján a költségvetési szervek gazdálkodására vonatkozó szabályokat alkalmazó egyéb jogi személy,
- az egyesület,
- a köztestület, valamint
- az alapítvány.

### A korábbi Ptk.-ban
A gazdálkodó szervezet fogalmi meghatározását az 1959. évi IV. törvény 685. § c) pontja tartalmazta. A fogalom a magyar jogrendszerbe a polgári törvénykönyvnek az 1968-as gazdasági reformhoz való igazításakor került be.
Gazdálkodó szervezet
- az állami vállalat,
- az egyéb állami gazdálkodó szerv,
- a szövetkezet,
- a lakásszövetkezet,
- a gazdasági társaság,
- az európai részvénytársaság,
- az egyesülés,
- az európai gazdasági egyesülés,
- a közhasznú társaság,
- az egyes jogi személyek vállalata,
- a leányvállalat,
- a vízgazdálkodási társulat,
- az erdőbirtokossági társulat,
- a végrehajtói iroda, továbbá
- az egyéni vállalkozó

#### Szubszidiárius szabályozás
Nem minősülnek gazdálkodó szervezeteknek, de gazdálkodó tevékenységükkel összefüggő polgári jogi kapcsolataikra is a gazdálkodó szervezetre vonatkozó rendelkezéseket kellett alkalmazni a következő jogi személyeknél (kivéve, ha a polgári törvénykönyv ezekre eltérő rendelkezést tartalmazott):
- Az állam,
- a helyi önkormányzat,
- a költségvetési szerv,
- az egyesület,
- a köztestület, valamint
- az alapítvány.

## A stratégiailag kiemelkedő jelentőségű gazdálkodó szervezetek
2011-ben a csődtörvény módosítása vezette be a stratégiailag kiemelkedő jelentőségű gazdálkodó szervezet fogalmát. Ezekre a szervezetekre speciális csődjogi szabályok vonatkoznak. 

## 2014. március 15-e után
Vékás Lajos a Ptk. reformjával összefüggésben 2001-ben felvetette, hogy ezt a fogalmat meg kellene szüntetni. A hatályos polgári törvénykönyv ezt a fogalmat már nem tartalmazza. Az egyes törvényeknek az új polgári törvénykönyv hatálybalépésével összefüggő módosításáról szóló 2013. évi CCLII. törvény (az ún. Ptk. salátatörvény), amely kb. 200 törvényt érintő joganyag számos visszatérő elemet tartalmaz, kiiktatta a gazdálkodó szervezet gyűjtőfogalmat.Ehelyett – más tartalommal – az új Ptk. a vállalkozás fogalmát használja. Az egyéb, módosított törvényekben a gazdálkodó szervezetekre való korábbi utalás helyébe a „polgári perrendtartásról szóló törvény szerinti gazdálkodó szervezet” szöveg lép. Ugyanakkor a Pp.-ben pedig megszűnik az a kettősség, hogy eddig felváltva használta a vállalkozás és a gazdálkodó szervezet fogalmakat.